# Elisa García Sáez
Pour les articles homonymes, voir García et Sáez.
Elisa García Sáez, née à Barcelone en 1916 et morte à Sariñena (Huesca), en 1936, est une infirmière et syndicaliste espagnole engagée en tant que militaire durant la guerre d'Espagne du côté républicain.

## Biographie
Elisa García Sáez naît dans le quartier Sant Andreu, à Barcelone, en 1916. Féministe, militante du syndicat UGT à l'usine barcelonaise Fabra i Coats, elle s'engage en 1936 lorsqu'éclate la guerre d'Espagne. Elle est envoyée sur le Front d'Aragon au sein d'un bataillon de la CNT pour défendre la République.
Elle est grièvement blessée par un bombardement des troupes nationalistes dans la ville de Tardienta, dans la province de Huesca. Transférée à l'hôpital républicain de Sariñena dans les Monegros, elle décède des suites de ses blessures à l'âge de 19 ans.

## Postérité
Elisa García Sáez représente la figure de la milicienne engagée dans la guerre civile et luttant pour la démocratie en Espagne.
Un jardin porte son nom à Barcelone dans le district de Sant Andreu.